# Eddie Harris
Eddie Harris (20. října 1934 Chicago, Illinois, USA – 5. listopadu 1996 Los Angeles, Kalifornie, USA) byl americký jazzový saxofonista. Studoval hudbu na Roosevelt University a během studií začal profesionálně hrát s Gene Ammonsem. Později hrál v armádní skupině, kde vedle něj hráli například i Cedar Walton a Don Ellis. Počátkem šedesátých let podepsal smlouvu s vydavatelstvím Vee-Jay Records a v roce 1961 vydal své první album Exodus to Jazz. Na této značce vydal ještě několik dalších alb a později přešel ke Columbia Records a následně k Atlantic Records. Během své kariéry spolupracoval s dalšími hudebníky, mezi něž patří Les McCann, Leroy Vinnegar nebo Benny Bailey.